# Psilochorus delicatus
Psilochorus delicatus là một loài nhện trong họ Pholcidae. Loài này được phát hiện ở México.